# Ribeira de Algés
Die Ribeira de Algés ist ein kleiner Bach in der Region Lissabon. Er entspringt bei Buraca (Kreis Amadora) und fließt in südwestlicher Richtung nach Algés, wo er in den Tejo mündet.
Er verläuft nahe der Quelle oberirdisch. Insbesondere im Stadtgebiet von Algés wurde ein großer Teil des Bachlaufs wegen der Ausdehnung des Siedlungsgebietes überbaut.